# Cipedes (Paseh)
Cipedes is een bestuurslaag in het regentschap Bandung van de provincie West-Java, Indonesië. Cipedes telt 9984 inwoners (volkstelling 2010).